# Chaetogammarus warpachowskyi
Chaetogammarus warpachowskyi is een vlokreeftensoort uit de familie van de Gammaridae. De wetenschappelijke naam van de soort is voor het eerst geldig gepubliceerd in 1897 door Sars.